# Campeonato Uruguaio de Futebol de 2005
O Campeonato Uruguaio de Futebol de 2005, também conhecido como Campeonato Uruguaio Especial, foi a 74ª edição da era profissional do Campeonato Uruguaio.
A edição seguinte do torneio constatou a transição do futebol uruguaio ao estilo da temporada europeia (com o campeonato começando no segundo semestre do ano e terminando no primeiro semestre do ano posterior), motivo pelo qual durou apenas um sementre o Campeonato Uruguaio de 2005, iniciado em 5 de março e finalizado em 3 de julho. No segundo semestre de 2005, começou a temporada de 2005–06.
O torneio em 2005 consistiu em uma competição com um turno, no sistema de todos contra todos, sem acessos, nem descensos à Segunda Divisão. Entretanto, os pontos desse campeonato se acumularam com os pontos do Torneio Apertura da temporada de 2005–06 para definir os três clubes rebaixados para a Segunda Divisão.
Como Nacional e Defensor Sporting empataram em número de pontos, seriam jogadas duas partidas finais para decidir quem venceria o certame. No entanto, como o Defensor recusou-se a disputar a final, o Nacional foi declarado campeão, conquistando o torneio de forma invicta.

## Classificação
| Pos | Equipe               | Pts | J  | V  | E | D  | GP | GC | SG  |
| --- | -------------------- | --- | -- | -- | - | -- | -- | -- | --- |
| 1º  | Nacional             | 41  | 17 | 12 | 5 | 0  | 39 | 16 | 23  |
| 2º  | Defensor Sporting    | 41  | 17 | 12 | 5 | 0  | 33 | 13 | 20  |
| 3º  | Peñarol              | 35  | 17 | 10 | 5 | 2  | 28 | 19 | 9   |
| 4º  | Danubio              | 28  | 17 | 8  | 4 | 5  | 23 | 16 | 7   |
| 5º  | Rocha                | 25  | 17 | 6  | 7 | 4  | 27 | 21 | 6   |
| 6º  | Liverpool            | 25  | 17 | 7  | 4 | 6  | 26 | 25 | 1   |
| 7º  | Rentistas            | 24  | 17 | 6  | 6 | 5  | 30 | 25 | 5   |
| 8º  | Miramar Misiones     | 23  | 17 | 7  | 2 | 8  | 33 | 29 | 4   |
| 9º  | Montevideo Wanderers | 23  | 17 | 6  | 5 | 6  | 30 | 33 | -3  |
| 10º | River Plate          | 22  | 17 | 6  | 4 | 7  | 34 | 32 | 2   |
| 11º | Cerrito              | 21  | 17 | 5  | 6 | 6  | 21 | 19 | 2   |
| 12º | Tacuarembó           | 21  | 17 | 5  | 6 | 6  | 17 | 18 | -1  |
| 13º | Fénix                | 19  | 17 | 5  | 4 | 8  | 19 | 26 | -7  |
| 14º | Paysandú FC          | 14  | 17 | 3  | 5 | 9  | 23 | 34 | -11 |
| 15° | Rampla Juniors       | 14  | 17 | 3  | 5 | 9  | 19 | 31 | -12 |
| 16º | Plaza Colonia        | 14  | 17 | 3  | 5 | 9  | 8  | 27 | -19 |
| 17º | Cerro                | 13  | 17 | 3  | 4 | 10 | 20 | 30 | -10 |
| 18º | Deportivo Colonia    | 13  | 17 | 3  | 4 | 10 | 15 | 31 | -16 |

|  | Classificados à final. |

## Final

### Primeira partida
| {{{data}}} | Defensor Sporting | –                          | Nacional | Estádio Centenário, Montevidéu |
|            |                   | data = 10 de julho de 2005 |          |                                |

### Segunda partida
| {{{data}}} | Nacional | –                          | Defensor Sporting | Estádio Centenário, Montevidéu |
|            |          | data = 12 de julho de 2005 |                   |                                |

Em 5 de julho, o Defensor Sporting anunciou que não disputaria as partidas, num protesto contra as circunstâncias da vitória do Nacional na última rodada, quando o time Tricolor venceu o Rocha por 3 a 2, com um gol de pênalti de Sebastián Abreu aos 52 minutos da segunda etapa, com passados 7 minutos do tempo regulamentar. Com isso, o Nacional foi declarado campeão em 6 de julho e classificou-se à Copa Libertadores da América de 2006.

## Artilharia
| Jogador           | Equipe               | Gols |
| ----------------- | -------------------- | ---- |
| Pablo Granoche    | Miramar Misiones     | 16   |
| Zinho             | Rentistas            | 14   |
| Sergio Blanco     | Montevideo Wanderers | 12   |
| Osvaldo Canobbio  | River Plate          | 11   |
| Martín Ligüera    | Nacional             | 10   |
| Sebastián Taborda | Defensor Sporting    | 9    |

## Liguilla Pré-Libertadores da América
A Liguilla Pré-Libertadores da América de 2005 seria a 32ª edição da história da Liguilla Pré-Libertadores, competição disputada entre as temporadas de 1974 e 2008–09, a fim de definir quais seriam os clubes representantes do futebol uruguaio nas competições da CONMEBOL. Em 2005 não houve a disputa da Liguilla, já que o Campeonato Uruguaio durou apenas um semestre, pois na edição seguinte constatou-se a transição do futebol uruguaio ao estilo da temporada europeia, com o campeonato começando no segundo semestre do ano e terminando no primeiro semestre do ano posterior.

## Premiação
| Campeonato Uruguaio de 2005   |
| ----------------------------- |
| Nacional Campeão (40º título) |